# Bänderung (Geologie)

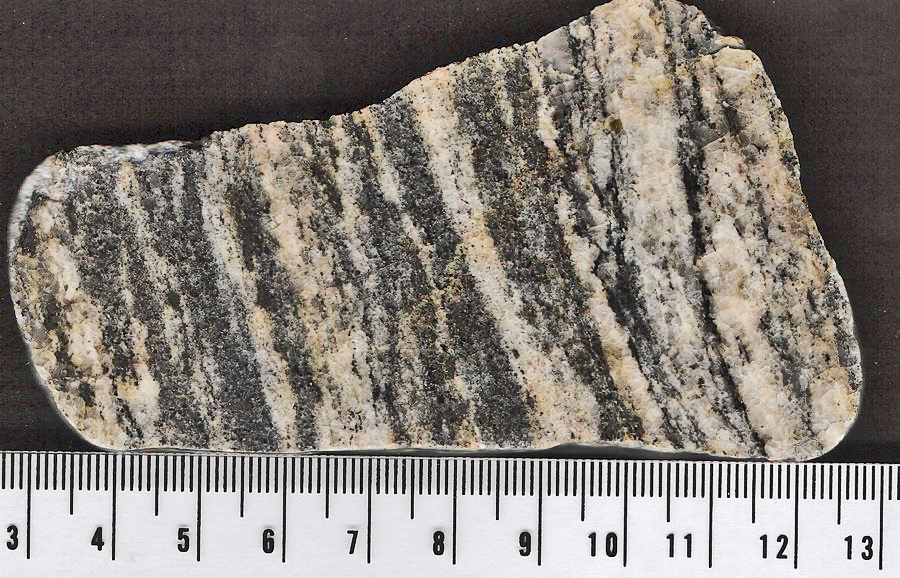
Handstück eines Bändergneises – des Paradebeispiels für ein gebändertes metamorphes Gestein

Als Bänderung oder auch Streifigkeit (engl. banding, layering) wird in der Geologie meist der Aufbau eines metamorphen Gesteins aus wechselnden,  Zentimeter- bis Dezimeter-mächtigen, mehr oder weniger scharf voneinander abgegrenzten Lagen unterschiedlicher Zusammensetzung bezeichnet. Als Unterform der Foliation beschreibt sie daher die Textur eines Gesteins. Je nach Sichtweise kann der Begriff die metamorphe Überprägung einer primären Schichtung oder eines magmatischen Lagengefüges (beispielsweise in Lavaströmen) aus-  oder einschließen. In letztgenanntem Fall wird eine Bänderung, die auf ein primäres Lagengefüge zurückgeht, als reliktisch bezeichnet.

## Entstehung
Eine nicht-reliktische Bänderung entsteht, wenn infolge tektonischer Vorgänge ein relativ hoher gerichteter Druck (ca. 1 Kilobar) auf einen kompositionell heterogenen, aber nicht primär lagig aufgebauten Gesteinskörper wirkt. Dieser Druck führt in Verbindung mit Temperaturen von mindestens 500 °C zu einer duktilen Deformation des Gesteinskörpers und mithin zu einer mindestens mittelgradigen Regionalmetamorphose. Hierbei können vorzugsweise die felsischen Mineralphasen in Lösung gehen und im Kornzwischenraum in Bereiche mit bereits leicht erhöhtem Anteil an felsischen Mineralen (Quarz, Feldspäte) einwandern, wo sie schließlich wieder auskristallisieren, während sich in den Abwanderungsbereichen die mafischen Mineralphasen (meist Hornblende) anreichern. Dieser Prozess wird als metamorphe Segregation oder Differenziation bezeichnet. Erzeugt der gerichtete Druck eine Scherspannung, sorgt dies dafür, dass die An- und Abreicherung in parallel zur Scherrichtung orientierten Lagen stattfindet. Solche Bänderungen treten für gewöhnlich bei Gneisen auf, die dann entsprechend als Bändergneise bezeichnet werden. Eine andere mögliche Ursache für die Entstehung einer nicht-reliktischen Bänderung ist die extreme, scherrichtungsparallele Auslängung von vormals im Gestein vorhandenen, größeren Mineral- oder Gesteinseinschlüssen. In beiden Fällen geht mit einer Erhöhung der Scherverformung eine engständigere Bänderung einher, das heißt, es existiert ein fließender Übergang zum mylonitischen Gefüge.

## Bänderung im weiteren Sinn
Einer wesentlich inklusiveren Definition des Bänderungsbegriffs genügt schon eine lagenweise wechselnde Färbung des Gesteins als Kriterium, und sie bezieht neben der „primären Differenzierung während der Bildung“ auch metasomatische und durch chemische Verwitterungsprozesse hervorgerufene Streifungen ein, bei denen die Bänder ehemalige chemische Reaktionsfronten markieren (z. B. bei gebänderten Skarnen oder Liesegang’schen Bändern).